# Крайні точки Німеччини
Це список крайніх географічних точок Німеччини

## Координати
- Північ: 55°3′0″ пн. ш. 8°24′0″ сх. д. / 55.05000° пн. ш. 8.40000° сх. д.
поблизу Ліста, о. Зюльт, Шлезвіг-Гольштейн,
материкова частина: Aventoft, Шлезвіг-Гольштейн, на кордоні з Данією 54°54′0″ пн. ш. 8°49′1.2″ сх. д. / 54.90000° пн. ш. 8.817000° сх. д.
- Південь: 47°16′12.39″ пн. ш. 10°10′41.95″ сх. д. / 47.2701083° пн. ш. 10.1783194° сх. д.
Haldenwanger Eck[de], Баварія, на кордоні з Австрією,
- Захід: 51°1′0″ пн. ш. 5°53′0″ сх. д. / 51.01667° пн. ш. 5.88333° сх. д.
поблизу Інсбруха, села у Північний Рейн-Вестфалія, на кордоні з Нідерландами,
- Схід: 51°16′22.5″ пн. ш. 15°02′31″ сх. д. / 51.272917° пн. ш. 15.04194° сх. д.
Найсеауе, Саксонія, на кордоні з Польщею.

## Відносно рівня моря
- Найвища: пік Цугшпітце, Північні Вапнякові Альпи, (2962 м), 47°25′0″ пн. ш. 10°59′0″ сх. д. / 47.41667° пн. ш. 10.98333° сх. д.
- Найнижча: Ноєндорф-Заксенбанде, Шлезвіг-Гольштейн, (−3,54 м), 53°57′45″ пн. ш. 9°20′0″ сх. д. / 53.96250° пн. ш. 9.33333° сх. д.